# Parque nacional de Batang Gadis
El Parque nacional de Batang Gadis es un área protegida en la provincia de Sumatra Septentrional, Indonesia. Se extiende por 1.080 km² de 300 a 2.145 metros de altitud. Recibe su nombre del río Batang Gadis que fluye a través del parque. Se han encontrado en el parque rastros del tigre de Sumatra, especie en peligro, y de otras amenazadas, como el gato dorado asiático, el gato de Bengala y la pantera nebulosa. La protección de Batang Gadis como un parque nacional es parte de un plan para crear el corredor de conservación de la biodiversidad en el norte de Sumatra, que estaría conectado, a través de una serie de bosques y áreas protegidas, con el parque nacional de Gunung Leuser en el norte de la isla.

## Flora y fauna
Hay 47 especies de mamíferos, 247 de aves, 240 de plantas vasculares y 1.500 de microorganismos en el parque.
Entre la fauna que se puede encontrar en el parque está: tigre de Sumatra, tapir malayo, puercoespín malayo, gato dorado asiático, gato de Bengala, muntíaco de la India, goral, ciervo ratón de Java, manturón, oso malayo, sambar, Ichthyophis glutinosus, Megophrys nasuta, etc.
Hay 13 especies de aves endémicas del parque, incluyendo el faisán de Salvadori y la pita de Schneider.
Tomando una muestra de un área de 200 metros cuadrados, los investigadores hallaron 242 plantas vasculares o alrededor de un 1% de la flora total de Indonesia.
En 2008 se calculó que la población de tigres de Sumatra era de alrededor de 30 a 100. En 2013 su número se ha estimado que era entre 23-76, o el 20% del total de la población.

## Conservación y amenazas
Partes del bosque dentro del parque nacional fueron protegidas por el gobierno colonial neerlandés en 1921. La propuesta de un parque nacional, realizada por el gobierno local, data de 2003. El parque nacional de Batang Gadis fue declarado en 2004.
La vida salvaje en el parque se ve amenazada por la caza furtiva, y por una compañía minera australiana que tiene una concesión de 200.000 hectáreas que se superpone al parque nacional.